# Satteins
Satteins è un comune austriaco di 2 570 abitanti nel distretto di Feldkirch, nel Vorarlberg.